# Ruben (postać biblijna)

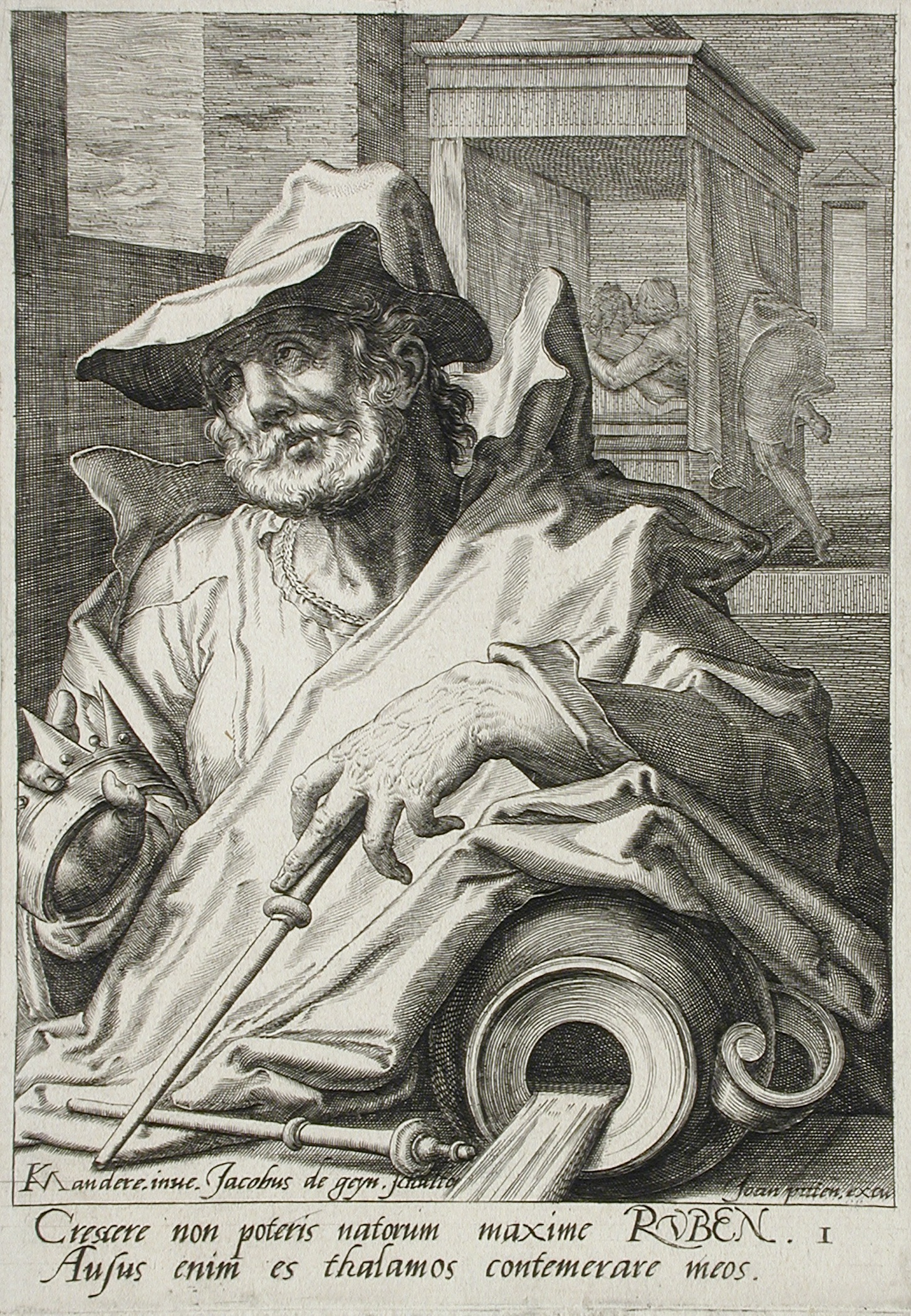
Ruben – jeden z cyklu 12 obrazów Jacoba de Gheyna II, malarza i rytownika holenderskiego

Ruben (hebr.: רְאוּבֵן) – postać biblijna z Księgi Rodzaju. Najstarszy syn Jakuba i Lei.
Etymologia tego imienia jest ludowa, oparta na dalekim podobieństwie dźwięków hebrajskich (Re’uben) – „wejrzał na ucisk”. Znaczenie imienia jest ściśle związane z okolicznościami, w jakich Ruben się narodził. Bóg Jahwe obdarował Leę synem, gdyż Jakub bardziej miłował Rachelę – jej siostrę (por. Rdz 29,16-32). Jahwe okazywał Lei łaskę, dzięki czemu Ruben i jego pięciu rodzonych braci – Symeon, Lewi, Juda, Issachar i Zebulon – dali początek połowie plemion izraelskich. Pozostałych sześciu synów Jakuba (Józef, Beniamin, Dan, Naftali, Gad i Aszer) było przyrodnimi braćmi Rubena (por. Rdz 35,23-26).
Ruben próbował uratować życie Józefa, kiedy jego bracia planowali jego zabicie (por. Rdz 37,18-22). Wiele lat później w Egipcie zaoferował swoich dwóch synów jako zakładników gwarantujących bezpieczeństwo Beniamina (por. Rdz 42,37). Ruben był praojcem plemienia Izraela, nazwanego od jego imienia Rubenitami.
Wcześniej jeszcze Biblia (Rdz 35, 22) wspomina też, że kiedy Jakub rozbił swoje namioty koło Migdal-Eder, Ruben uwiódł jedną z drugorzędnych żon swojego ojca – niewolnicę Bilhę i obcował z nią. Jakub musiał boleśnie odczuć tę zniewagę, o czym świadczą słowa, jakie wypowiedział do syna na łożu śmierci:

Rubenie, synu mój pierworodny, tyś moją mocą i pierwszym płodem mojej męskiej siły, górujący dumą i górujący siłą. Kipiałeś jak woda: nie będziesz już górował, bo wszedłeś do łoża twego ojca, wchodząc zbezcześciłeś moje łoże

Według rastafarian każdy rasta urodzony w kwietniu należy do domu Reuben.